# Медісон (Мен)
Медісон (англ. Madison) — місто (англ. town) в США, в окрузі Сомерсет штату Мен. Населення — 4726 осіб (2020).

## Демографія
Згідно з переписом 2010 року, у місті мешкало 4855 осіб у 1976 домогосподарствах у складі 1271 родини. Було 2478 помешкань
Расовий склад населення:
| - 97,5 % — білих - 0,6 % — корінних американців - 0,4 % — чорних або афроамериканців - 0,4 % — азіатів |

До двох чи більше рас належало 1,1 %. Частка іспаномовних становила 0,9 % від усіх жителів.
За віковим діапазоном населення розподілялося таким чином: 20,8 % — особи молодші 18 років, 61,0 % — особи у віці 18—64 років, 18,2 % — особи у віці 65 років та старші. Медіана віку мешканця становила 44,0 року. На 100 осіб жіночої статі у місті припадало 102,5 чоловіків;  на 100 жінок у віці від 18 років та старших — 99,2 чоловіків також старших 18 років.
Середній дохід на одне домашнє господарство  становив 51 518 доларів США (медіана — 40 080), а середній дохід на одну сім'ю — 64 671 долар (медіана — 51 845). Медіана доходів становила 43 036 доларів для чоловіків та 29 138 доларів для жінок. За межею бідності перебувало 16,6 % осіб, у тому числі 21,1 % дітей у віці до 18 років та 14,2 % осіб у віці 65 років та старших.
Цивільне працевлаштоване населення становило 1963 особи. Основні галузі зайнятості: освіта, охорона здоров'я та соціальна допомога — 34,7 %, виробництво — 20,1 %, мистецтво, розваги та відпочинок — 12,9 %, будівництво — 10,7 %.